# Kimi to Iu Hana
"Kimi to Iu Hana" (jap. 君という花) − drugi singel japońskiej grupy muzycznej Asian Kung-Fu Generation, wydany 16 października 2003. Pochodzi z albumu Kimi Tsunagi Five M.

## Lista utworów
1. "Kimi to Iu Hana" (jap. 君という花)
2. "Rocket No.4" (jap. ロケットNo.4 Roketto No.4)

## Twórcy
- Masafumi Gotō – śpiew
- Kensuke Kita – gitara, śpiew
- Takahiro Yamada – gitara basowa, śpiew
- Kiyoshi Ijichi – perkusja
- Asian Kung-Fu Generation – producent
- Yūsuke Nakamura – projekt okładki